# Съзвездия 83
„Съзвездия 83“ е новогодишна забавна програма на Българската телевизия, заснета в Националния дворец на културата и излъчена на 31 декември 1983 година. В програмата участват известни български актьори, както и гости от чужбина. Сценаристи са Иван Кулеков и Хачо Бояджиев, режисьор е Стефан Мушатов.

## Участници
- Коста Цонев
- Георги Мамалев
- Антон Радичев
- Стефан Данаилов
- Татяна Лолова
- Константин Коцев
- Георги Калоянчев
- Йорданка Кузманова
- Ицхак Финци
- Велко Кънев
- Аня Пенчева
- Любомир Бодуров
- Стефан Мавродиев
- Ириней Константинов
- Кирил Кавадарков
- Марина Костова
- Вера Среброва
- Андрей Миронов (Съветски съюз)
- Вероник Жано (Франция)
- Любиша Самарджич (Югославия)
- Миа Алексич (Югославия)